# Албарето (Модена)
Албарето (итал. Albareto) је насеље у Италији у округу Модена, региону Емилија-Ромања.
Према процени из 2011. у насељу је живело 1791 становника. Насеље се налази на надморској висини од 29 м.